# Мациевская
Мациевская — железнодорожная станция (населённый пункт) в Забайкальском районе Забайкальского края России. Входит в состав городского поселения «Забайкальское».

## География
Станция находится в северной части района, при железнодорожной линии Тарская — Забайкальск ЗЖД, на расстоянии примерно 5 километров (по прямой) к северо-северо-западу (NNW) от посёлка городского типа Забайкальск. Абсолютная высота — 734 метра над уровнем моря. Через населённый пункт проходит автодорога А350.
Климат
Климат характеризуется как резко континентальный с продолжительной морозной и малоснежной зимой и тёплым засушливым летом. Средняя температура воздуха самого холодного месяца (января) составляет −21,8 °C; средняя температура самого тёплого месяца (июля) — 19,4 °C. Среднегодовое количество атмосферных осадков составляет 299 мм.
Часовой пояс
Станция Мациевская находится в часовой зоне МСК+6. Смещение применяемого времени относительно UTC составляет +9:00.

## История
Основана в 1899 году как железнодорожная станция «Сибирь». Своё современное название получила в 1901 году в честь военного губернатора Забайкальского области Е.И. Мациевского.

## Население
| 1989 | 2002 | 2010 | 2014 | 2016 | 2017 | 2018 |
| ---- | ---- | ---- | ---- | ---- | ---- | ---- |
| 113  | ↗132 | ↘88  | ↘87  | ↗88  | ↘87  | →87  |
| 2019 | 2020 | 2021 |      |      |      |      |
| ↘86  | ↘84  | ↘56  |      |      |      |      |

Половой состав
По данным Всероссийской переписи населения 2010 года в гендерной структуре населения мужчины составляли 60,2 %, женщины — соответственно 39,8 %.
Национальный состав
Согласно результатам переписи 2002 года, в национальной структуре населения русские составляли 79 % из 132 чел.

## Инфраструктура
В населённом пункте функционируют средняя школа, сельский клуб и библиотека.

## Улицы
Уличная сеть станции состоит из четырёх улиц.